# Brdo, Šentjur
Brdo este o localitate din comuna Šentjur, Slovenia, cu o populație de 77 de locuitori.